# A kiskakas gyémánt félkrajcárja
A kiskakas gyémánt félkrajcárja 1951-ben bemutatott első magyar mese-rajzfilm. A színes magyar animációhoz rendezői, Fekete Edit és Macskássy Gyula, egy magyar népmesét választottak alapul. Ez a film műfajtörténeti szempontból is meghatározó volt, mivel az alkotók ekkor ismerték fel a rajzfilm egyik speciális lehetőségét, a lehetetlen ábrázolását. Innen számítjuk a magyar filmanimáció első szakaszát, ekkortól beszélünk az alkotók első nemzedékéről és stabilizálódó filmgyártásról. Az animációs játékfilm rendezői Macskássy Gyula és Fekete Edit. A forgatókönyvet Tóth Eszter költeménye alapján Hárs László írta, a zenéjét Ránki György szerezte. A mozifilm részben a Magyar Híradó- és Dokumentumfilmgyár színes laboratóriumában készült, a MOKÉP forgalmazásában jelent meg, a Gyöngyvirágtól lombhullásig kísérőfilmjeként.

## Az első rajzfilm
Az első magyar animációs filmet (Zsirb Ödön) Kató Kiszly István grafikusművész már 1914-ben elkészítette. Az első színes animációs film (Bogárorfeum – 1932) is az ő nevéhez fűződik. Az 1920-as, '30-as, években több stúdiót és műhelyt is alapítanak, de ezek csak mozgó karikatúrákat, híradóbetéteket és reklámfilmeket gyártanak. Önálló rajz-, báb- és egyéb animációs technikával készült filmeket csak az államosítás után kezdenek készíteni. Több kísérleti báb- és trükkfilm után az első teljes, mozikban is bemutatott színes rajzfilm A kiskakas gyémánt félkrajcárja volt.

## Forgatás
A forgatókönyv a Híradó- és Dokumentumfilmgyárban készült el 1950 szeptemberében. Hamarosan kiderült, hogy egyszerre harminc rajzolónak nincs elég hely, ezért ott csak a kész felvételek zajlottak. A rajzműterem először a New York-palota 5. emeletén volt, később a Józsefvárosba, a Koszorú utcába költöztették. A nagy meleg és a festéktípusok miatt a rajzok többször is lepattogzottak a filmszalagról. A film költségvetése annyiba került, mint 4-5 akkori Disney-epizód.

## Történet
Mese a szegény asszony kis kakasáról, aki a szemétdombon kapirgálva talál egy gyémánt félkrajcárt. Arra jön a király és erővel elveszi tőle a krajcárt. A bátor kakaska nem nyugszik, amíg vissza nem szerzi jogos tulajdonosának a talált kincset. Felszáll a vár falára és visszaköveteli gyémánt félkrajcárját. Először, mint felségsértőt a kútba dobják a darabontok. Ott teleszívja a begyét vízzel. Estére kimászik és rákukorékol az alvó királyra. Az felrázza az őrséget és kemencébe dobatja a kiskakast. Itt kiereszti a begyéből a vizet. Egy lakoma közepén újra követelni kezdi a gyémánt félkrajcárját. Ekkor a darazsak közé vetik. Itt a begyébe szívja az összes darazsat. Közben beállít a burkus királyfi és megkéri a királylány kezét. Épp a hozományról egyezkednek, amikor a király meglátja és gyorsan a háta mögé rejti a kiskakast ekkor szabadítja ki a darazsakat. Az űzőbe vett király lezuhan a várfalról. A burkus királyfi hazamegy.A győztes kiskakas pedig begyébe szívja a kincsesláda tartalmát és szétszórja a falu felé. Utána hazatér a gazdasszonyához és visszaviszi neki a gyémánt félkrajcárt.
Az eredeti népmeséhez képest a rajzfilm cselekménye több ponton is különbözik: török császár helyett király szerepel benne, a burkus királyfi az eredeti mesében nem szerepel valamint a darazsas próbatételnek is más a befejezése: ott az uralkodó feladja a harcot. A rajzfilmben a szereplők végig versben beszélnek.

## Alkotók
- Rendezte: Macskássy Gyula, Fekete Edit
- Írta: Fekete Edit, Hárs László
- Átdolgozta: Tóth Eszter
- Zenéjét szerezte: Ránki György
- Operatőr és effekt: Kozelka Kálmán
- Tervezte: Bessenyei István, Csermák Tibor, Hont-Varsányi Ferenc, Macskássy Gyula, Várnai György
- Rajzolták: Almássy Katalin, Cseh András, Csemegi Józsefné, Dargay Attila, Erdész Ottóné, Gáspár Imre, Jedon Erzsébet, Kiss Bea, Lewinger Andor, Máday Gréte, Papp József, Réber László, Reményi Mária, Sándor Egon, Temesi Miklós, Vörös Gizella
- Színes technika: Strémi József[6]

- Kidolgozta a Magyar Filmlaboratórium Vállalat.
- Készítette a Magyar Híradó és Dokumentumfilmgyár.

## Szereplők
- Kiskakas: Pogány Margit
- Király: Alfonzó
- Öregasszony: Vay Ilus
- Királylány: Váradi Hédi
- Burkus királyfi: Suka Sándor
- Kisbíró; 1. Poroszló: Siménfalvy Sándor